# Jacopo Alesiani
Jacopo Alesiani (Savona, 18 giugno 1996) è un pallanuotista italiano, attaccante dell'AN Brescia.

## Carriera
Esordisce in Serie A1 l'8 aprile 2011 nell'incontro tra Camogli e Savona vinto dagli ospiti 13-5. Vanta una presenza in nazionale il 13 giugno 2013, in una partita amichevole contro l'Italia B, vinta dalla prima squadra con il risultato di 8-4.
A livello giovanile vanta uno scudetto Under 17 ed uno scudetto Under 20, entrambi con Savona, oltre ad un bronzo europeo Under 17 nel 2013, un oro ai campionati mondiali Under 20 lo stesso anno, ed un oro ai mondiali Under 18 nel 2012.

## Palmarès

### Club
- Campionato italiano: 3

Pro Recco: 2016-17, 2017-18
AN Brescia: 2020-21
- Coppe Italia: 3

Pro Recco: 2016-17, 2017-18
AN Brescia: 2023-24
- Coppe LEN: 1

R.N. Savona: 2011-12

### Nazionale
- Coppa del Mondo

Los Angeles 2023: 
- World League

Strasburgo 2022: 
- Universiadi

Napoli 2019 